# هولكت (باكينجهامشير)
هولكت (بالإنجليزية: Hulcott)‏ هي قرية وأبرشية مدنية تقع في المملكة المتحدة في إنجلترا. يقدر عدد سكانها بـ 108 نسمة .